# Pleurota
Pleurota is een geslacht van vlinders van de familie sikkelmotten (Oecophoridae), uit de onderfamilie Oecophorinae.

## Soorten
- P. acratopa Turner, 1939
- P. acutella Chrétien, 1922
- P. agastopis Turner, 1939
- P. albarracina Rebel, 1917
- P. albastrigulella Kearfott, 1907
- P. algeriella Baker, 1885
- P. amaniella Mann, 1873
- P. amaurodoxa Meyrick, 1935
- P. aorsella Christoph, 1872
- P. aragonella Chrétien, 1925
- P. arduella Rebel, 1906
- P. argodonta Meyrick, 1913
- P. argoptera Meyrick, 1884
- P. aristella (Linnaeus, 1767)
- P. armeniella Caradja, 1920
- P. berytella (Rebel, 1902)
- P. bicostella (Clerck, 1759) - gemsmot
- P. bistriella Constant, 1884
- P. breviella Constant, 1884
- P. brevispinella (Zeller, 1847)
- P. brevivitella (Walker, 1864)
- P. callizona Meyrick, 1884
- P. cnephaea Meyrick, 1889
- P. contignatella Christoph, 1872
- P. contristatella Mann, 1867
- P. crassinervis Meyrick, 1884
- P. creticella Rebel, 1916
- P. cumaniella Rebel, 1907
- P. cyrniella Mann, 1855
- P. chalepensis Rebel, 1917
- P. chlorochyta Meyrick, 1884
- P. dissimilella Amsel, 1956
- P. drucella (Walsingham, 1881)
- P. elegans Stainton, 1867
- P. endesma Meyrick, 1884
- P. epiclines Turner, 1939
- P. epitripta Turner, 1917
- P. ericella (Duponchel, 1839)
- P. eximia Lederer, 1861
- P. filigerella Mann, 1867
- P. flavella Turati, 1922
- P. flavescens Turati, 1922
- P. forficella Hübner, 1816
- P. galaticella Staudinger, 1880
- P. gallicella Huemer & Luquet, 1995
- P. generosella Rebel, 1900
- P. glitzella (Staudinger, 1883)
- P. goundafella Zerny, 1936
- P. grisea Amsel, 1951
- P. griseella (Turati, 1934)
- P. gypsina Meyrick, 1884
- P. hastiformis Walsingham, 1905
- P. hebetella Ragonot, 1889
- P. himantias Meyrick, 1913
- P. holoxesta Meyrick, 1889
- P. homaima (Gozmany, 1954)
- P. homalota Meyrick, 1889
- P. honorella (Hübner, 1813)
- P. hoplophanes Meyrick, 1889
- P. huebneri (Koçak, 1980)
- P. idalia Meyrick, 1923
- P. illucidella Chrétien, 1915
- P. indecorella Rebel, 1917
- P. insignella Zerny, 1935
- P. issicella Staudinger, 1880
- P. karmeliella Amsel, 1935
- P. kerbelella Amsel, 1949
- P. kostjuki Lvovsky, 1990
- P. lacteola Turner, 1939
- P. largella (Lederer, 1855)
- P. lepigrei Lucas, 1937
- P. leucogramma Turner, 1917

- P. leucostephes Turner, 1939
- P. lineata Toll, 1948
- P. lomographa Lower, 1902
- P. macroscia Meyrick, 1889
- P. macrosella Rebel, 1900
- P. macrosticha Turner, 1939
- P. majorella Rebel, 1902
- P. marginella (Denis & Schiffermüller, 1775)
- P. mauretanica Baker, 1888
- P. metricella (Zeller, 1847)
- P. minimella Rebel, 1902
- P. modestella Rebel, 1916
- P. monotonia Filipjev, 1925
- P. montalbella Zerny, 1934
- P. neotes Walsingham, 1911
- P. neurograpta Filipjev, 1928
- P. nitens Staudinger, 1870
- P. nobilella Rebel, 1900
- P. obtusella Rebel, 1917
- P. ochreostrigella Baker, 1885
- P. oranella Baker, 1888
- P. peloxantha Meyrick, 1884
- P. pentapolitella Turati, 1924
- P. phormictis Meyrick, 1913
- P. photodotis Meyrick, 1889
- P. picea Turner, 1939
- P. placina Turner, 1939
- P. planella (Staudinger, 1859)
- P. platyrrhoa Meyrick, 1923
- P. pleurotella (Staudinger, 1871)
- P. protasella Staudinger, 1883
- P. proteella Staudinger, 1880
- P. protogramma Meyrick, 1884
- P. proxima Turner, 1939
- P. psammoxantha Meyrick, 1884
- P. psephena Meyrick, 1884
- P. punctella (O. Costa, 1836)
- P. pungitiella Herrich-Schäffer, 1854
- P. pyropella (Denis & Schiffermüller, 1775)
- P. rostrella Hübner, 1793
- P. scolopistis (Meyrick, 1909)
- P. schlaegeriella Zeller, 1847
- P. sefrainella Chrétien, 1915
- P. semicanella Constant, 1884
- P. semophanes Meyrick, 1889
- P. simplex Staudinger, 1880
- P. sobriella (Staudinger, 1859)
- P. sparella (Lederer, 1855)
- P. staintoniella Baker, 1888
- P. stasiastica Meyrick, 1884
- P. stenodesma Lower, 1894
- P. submetricella Stainton, 1867
- P. subpyropella Staudinger, 1880
- P. syriaca Staudinger, 1880
- P. syrtium Turati, 1924
- P. taepperi Amsel, 1933
- P. teligerella (Staudinger, 1859)
- P. tenellula Turner, 1939
- P. tephrina Meyrick, 1884
- P. tetrargyra Meyrick, 1928
- P. themeropis Meyrick, 1884
- P. thiopepla Turner, 1939
- P. titanitis Turner, 1927
- P. trichomella Turati, 1926
- P. tristatella Staudinger, 1870
- P. tristictella Seebold, 1898
- P. tritosticta Turner, 1927
- P. tyrochroa Turner, 1939
- P. vittalba Staudinger, 1871
- P. wiltshirei Amsel, 1949
- P. xiphochrysa Lower, 1905
- P. zalocoma Meyrick, 1884